# Carlos de La Roche-sur-Yon

Escudo de armas de: Carlos de La Roche-sur-Yon.

Carlos de Borbón-Vendôme y Borbón-Montpensier (1515-Beaupréau, Reino de Francia, 10 de octubre de 1565) fue un noble francés.

## Vida
Era el hijo de Luis de Borbón, Príncipe de La Roche-sur-Yon y de Luisa de Borbón, Duquesa de Montpensier, por tanto hermano menor de Luis III de Borbón-Montpensier.
La muerte de su padre en 1520 le convirtió con tan solo 5 años en el segundo príncipe de La Roche-sur-Yon. Estando al servicio de su hermano batalló en contra de los ejércitos de Carlos V del Sacro Imperio Romano Germánico en Provenza (1536), Artois (1537), Rousillon (1542) y Champaña (1544). Durante este último año contrajo matrimonio con Felipa de Montespedon, dame de Beaupreau, de su matrimonio no le sobrevivió ningún hijo, esta ciudad que le vio morir en 1565.
Fue tomado prisionero y liberado en el 1552, durante las Guerras de Religión de Francia tomó parte por los católicos.